# Kémes
Kémes is een plaats (község) en gemeente in het Hongaarse comitaat Baranya. Kémes telt 545 inwoners (2001).